# 三崁店社
三崁店社是臺灣日治時期設於臺南州新豐郡永康三崁店(今臺南市永康區三崁店）臺灣製糖三崁店製糖所的構內神社與直轄市定古蹟。

## 歷史
三崁店社是台灣日治時期臺灣製糖三崁店製糖所的構內神社，選址於臺南州新豐郡永康三崁店313番地之臺灣製糖三崁店製糖所內(今台南市永康區三民街79巷附近原永康糖廠內)興建。由臺灣製糖三崁店製糖所的員工一起在昭和6年（1931)年2月申請建立許可，並於同月18日取得許可，耗資2800圓。於昭和5年（1930年）10月25日動工，昭和6年（1931年）5月16日完工，昭和6年（1931年）5月18日或5月20日鎮座。
社格為社，祭祀天照大神、豐受大命、北白川宮能久親王。例祭日10月10日或10月18日，而在1月1日、2月17日（祈年祭）、6月1日、11月23日與每月的18日也有祭典。神社主要由三崁店製糖所員工與三崁店尋常小學校師生參拜，維持費用亦來自三崁店製糖所。
戰後，神社主體改建成郵局(2002年1月時仍存)，為糖廠與附近居民服務。郵局拆除後，神社只留下臺基、參道及其兩旁的的花崗石基座，另外還有「手水舍」遺跡。後來為避免臺糖與建商合作開發而造成破壞，臺南縣政府以神社遺跡遺留大量神社基座，且周圍擁有豐富林相及原始生態（有諸羅樹蛙蹤跡）為由，在2007年7月3日指定為暫定古蹟，並於2009年5月27日經正式公告成為古蹟。2012年發現原三崁店社社號標。

## 神社建築
三崁店社原配置有參道、混凝土造社號標、神明造鳥居應至少1基、狛犬1對、混凝土造燈籠6對、手水舍(可能無木造舍殿而僅有手水缽)、玉垣與駁坎、拜殿(可能不存)、神明造本殿。

## 現況
神社原址規模尚保存完整，有參道、社號標、狛犬不存但仍有混凝土造狛犬臺1對、應為鳥居底座之孔洞1對、燈籠構件"基壇"6對和"竿"1枚、手水舍、神社主體之玉垣與駁坎、本殿基壇。其中原置於社前的「三崁店社」社號標在2012年11月28日被發現仍存。文化局解說志工嚴舜茹表示是因為管理單位原欲將石柱當成一般石頭要移走，故先行將石柱藏匿。目前該石柱已斷成兩截，但上頭四字除「社」字有部分遭到破壞外，其他的字依舊清晰，而文化局得知後將進行會勘，並有計畫將石柱移回原址重新豎立。
|  |  |